# Terminal (canción)
«Terminal» es una canción interpretada por el músico británicoestadounidense Rupert Holmes. Fue publicada en agosto de 1974 como el tercer y último sencillo de su primer álbum de estudio, Widescreen.

## Escritura y temática
Líricamente, la canción trata sobre un hombre casado que trabaja en Wall Street que conoce a una mujer en una terminal de autobuses. Después de llamar para decir que estaba enfermo para poder disfrutar de una aventura de una noche con ella, se sintió como una experiencia de renacimiento. En un momento, consideró seguir una relación con ella, pero eligió permanecer en la condición estancada de su vida actual. Algún tiempo después, vuelve a la terminal, recordando el pasado, pero al mismo tiempo se da cuenta de que casi con seguridad nunca volverá a verla y lamenta su decisión. Describe su transición de regreso a la vida normal como un paciente terminal, como si estuviera muerto en vida.

## Recepción de la crítica
Un escritor no especificado de Record World declaró: “El pionero en el género del cine rock presenta otra canción narrativa de Widescreen en glorioso tecnicolor. Un encuentro fugaz que comenzó en un viaje en autobús es un futuro éxito”.

## Legado
«Terminal» se volvió increíblemente popular en Filipinas y desde entonces ha sido versionada por muchos artistas musicales filipinos, incluyendo Sharon Cuneta y Piolo Pascual. En la versión de Cuneta, la letra está contada desde un punto de vista femenino; la línea “I had to get home to the kids and the wife” fue cambiada a "I had to get back to the kids and my life".

## Lista de canciones
Todas las canciones escritas y compuestas por Rupert Holmes.
1. «Terminal» – 4:15
2. «Bagdad» – 4:26